# モスコビウム
モスコビウム（英: Moscovium）は、元素記号Mc、原子番号115の合成元素である。2003年にロシア連邦のドゥブナにあるドゥブナ合同原子核研究所(JINR)で、ロシアとアメリカ合衆国の科学者のチームにより初めて合成された。2015年12月、国際純正・応用化学連合(IUPAC)と国際純粋・応用物理学連合(IUPAP)の合同作業部会(JWP)により、4つの新元素の1つとして認定された。
モスコビウムは非常に放射性が強く、既知の同位体で最も安定なモスコビウム290でも半減期は0.8秒である。周期表上ではPブロック元素の超アクチノイド元素である。かつ第7周期元素であり、最も重い第15族元素であるが、同じ第15族元素のビスマスと似た性質を持つかどうかは確定していない。計算上では、軽いホモログの窒素、燐、砒素、アンチモン、ビスマスと一部似た性質を持ち、貧金属であるとされるが、これらとは大きくことなる部分もある。特に、準閉殻の外側にゆるく結合する1つの電子を持つ点でタリウムとかなりの類似性を持つ。これまで100個程度のモスコビウム原子が観察されたが、これらの質量数は全て287から290の間だった。

## 名称
2016年11月28日、JINRが所在するモスクワ州に因んで正式に命名された。
未発見元素に対するメンデレーエフの命名法に基づき、エカビスマスという名称でも知られる。IUPACによる1979年の勧告により、発見が確定し命名されるまでは、一時もしくは暫定的にウンウンペンチウム（英: Ununpentium, 記号Uup）とも呼ばれていた。この分野の科学者の多くは、「元素115」と呼び、E115または単に115という記号で表す。
2015年12月30日、この元素の発見がIUPACにより公式に認められた。IUPACの勧告によると、新元素の発見者が命名権を持つ。当初はポール・ランジュバンに因んだランジュビニウム(langevinium)という名前が提案されたが、後にいくつかの候補の中から、研究所の所在するモスクワ州に因んだモスコビウムという名前が選ばれた。
2016年6月にIUPACは後者の提案を受け入れ、11月28日に公式に承認された。モスコビウム、テネシン、オガネソンの命名式典は2017年3月2日にモスクワのロシア科学アカデミーで開催された。

## 歴史

### 発見

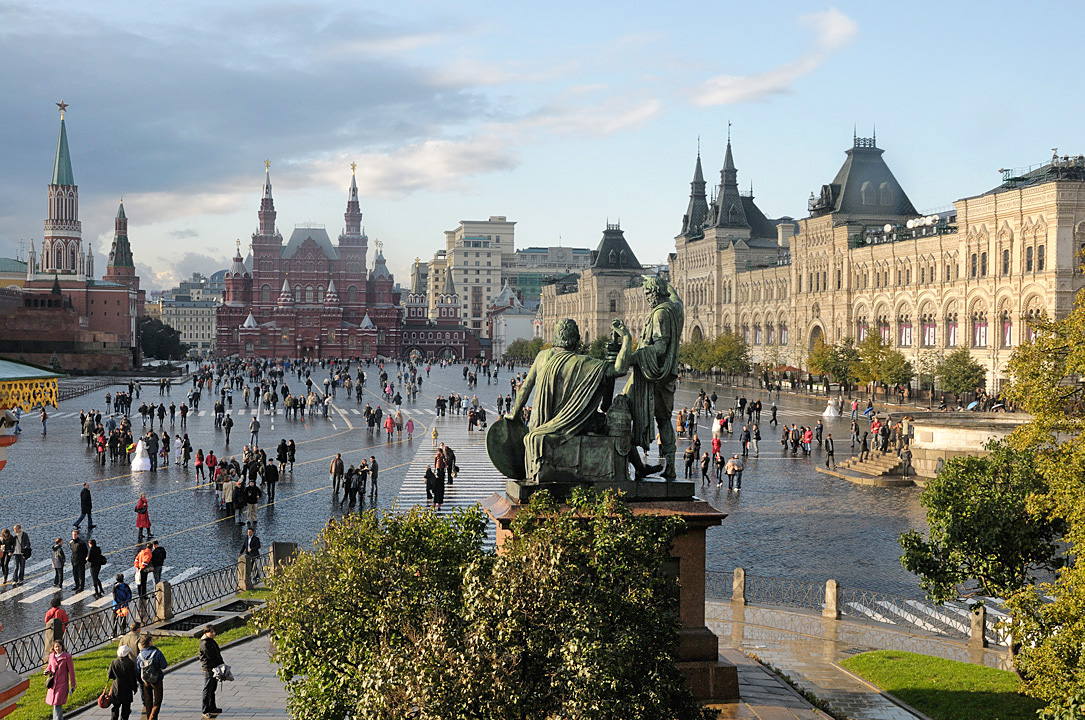
モスコビウムの語源となったモスクワにある赤の広場

モスコビウムの合成は、2003年8月にJINRでロシアとアメリカの科学者の合同チームによって初めて成功した。ロシア人核物理学者のユーリイ・オガネシアンの率いるチームには、ローレンス・リバモア国立研究所(LLNL)のアメリカ人科学者も含まれていた。2004年2月2日には、Physical Review C誌で、アメリシウム243をカルシウム48イオンと衝突させて、モスコビウム原子を4つ作り出したと報告された。これらの原子は約100ミリ秒でアルファ粒子を放出して崩壊し、ニホニウムになった。
95243Am + 2048Ca → 115288Mc + 3n → 113284Nh + α
95243Am + 2048Ca → 115287Mc + 4n → 113283Nh + α
JINRとLLNLの共同チームは、最終崩壊生成物の268Dbの化学実験を行うことにより、モスコビウムとニホニウムの発見の主張を強化した。それまでこの崩壊系列の原子核は一つも知られていなかったため、彼らの主張を裏付ける既存の実験データは入手できなかった。2004年6月と2005年12月に、最終崩壊生成物の生成、自発核分裂の測定、第5族元素として振る舞うことの化学的な同定等により、ドブニウム同位体の存在が確認された。268Dbの半減期と崩壊モードの両方が確定したことが親核であるモスコビウムの確定の手助けとなった。しかし、現在の理論では十分な信頼性をもって第4族元素と第5族元素の化学的性質を区別できないという理由から、2011年にIUPAC/IUPAPのJWPは2つの元素の発見を認めなかった。さらに、モスコビウムの崩壊系列の全ての原子核の崩壊特性は、ドゥブナの実験の前には調べられておらず、通常JWGが「困難であるが排除はされない」とする状況であった。

### 確認
重い同位体である289Mc及び290Mcは、2009-2010年にテネシンの同位体293Ts及び294Tsの崩壊生成物として発見されていた。後に289Mcが直接合成され、テネシン実験で発見されたものと同じ性質を示すことが確認された。JINRも2017年にアメリシウム243ターゲットをより軽いアメリシウム241に変えることによりモスコビウムの軽い同位体を研究することを計画していた。48Ca + 243Amの反応によるモスコビウムの生成が2018年にドゥブナにできるSHEファクトリーの最初の実験として、また119番元素、120番元素の合成システムの試験として行われることが計画されている。
2011年、IUPAC/IUPAPのJWPは、2004年と2007年にドゥブナで行われた実験を評価し、発見の基準にまでは至らないと結論付けた。翌数年間で、より最近の実験の評価が行われた。ドゥブナは再びモスコビウムの発見を主張した。2013年8月、ルンド大学とドイツの重イオン研究所(GSI)の研究者のチームは、彼らは2004年の実験を再現し、ドゥブナによる発見を裏付けたと発表した。同時に、2004年の実験はドゥブナ自身によっても再現され、さらに293Tsの発見を裏付ける同位体289Mcも作成した。さらに2015年にはローレンス・バークレー国立研究所によっても確かめられた。
2015年12月、IUPAC/IUPAPのJWPは元素の発見を認定し、2009-2010年のJINRとLLNLの共同チームに命名の優先権を与えた。交差反応による原子番号の信頼に足る同定ができていなかったため、287Mcと288Mcの合成実験は承認されなかったが、崩壊生成物の289Mcが独立に作られ、同じ性質を示したことから、293Tsの実験結果は承認された。

## 予測される性質

### 核安定性と同位体

安定の島があると考えられている位置を白い円で示している。点線は、ベータ安定性のラインを示す。

モスコビウムは、コペルニシウムとフレロビウムを中心とする安定の島の中にあると予測されている。しかしこのような島の存在の理由はまだよく分かっていない。
高い融合障壁が予測されるため、この島の内部の原子核は、電子捕獲やベータ崩壊もするが、もっぱらアルファ崩壊により崩壊する。モスコビウムの既知の同位体は、実際には安定の島に入るのに十分な中性子を持っていないが、一般に重い同位体が長い寿命を持ち、安定の島に近づいているように見える。
仮想的な同位体291Mcは、既知で最も重い同位体290Mcよりも1つだけ中性子が多いものであり、興味深い性質を持つ。295Tsの崩壊生成物として生成すると考えられるが、249Bk(48Ca,2n)295Tsの反応でも作られる。計算により、アルファ崩壊の他に電子捕獲や陽電子放出による崩壊モードもかなりあると考えられ、数秒の比較的長い半減期を持つ。これにより291Fl、291Nhが作られ、最終的に安定の島内にあり約1200年の半減期を持つ291Cnとなる。これが、現在の技術を用いて安定の島に辿り着く最も可能性の高い方法であると考えられている。ありうる障害は、295Tsの生成反応の反応断面積が低く、またベータ安定性の線近くの超重元素の崩壊特性がまだほとんど調べられていないことである。
安定の島の原子核を合成する他の方法としては、重い原子核の準核分裂（部分核融合とそれに続く核分裂）である。そのような原子核は、カルシウム40、スズ132、鉛208、ビスマス209等の魔法数の2倍やそれに近い断片を放出して分裂する傾向にある。近年、ウランやキュリウム等のアクチノイド原子核の衝突による多核子移行反を安定の島にある中性子の多い超重原子核の合成に使うことができることが示されたが、より軽い元素であるノーベリウムやシーボーギウムの合成に使うのにより便利である。安定の島付近の同位体を合成するための最後の可能性は、制御された核爆発によって、258-260Fm及び質量数275（原子番号104-108）の位置にある安定性ギャップを迂するのに十分なエネルギーを持つ中性子束を作りだし、自然界で最初にアクチノイド元素が作られたr過程を模倣することでラドン周辺の不安定性を迂回することである。そのような同位体のいくつか（特にコペルニシウム291や293）は天然でも合成されているが、崩壊が速すぎ（半減期数千年）、生成が少量すぎる（鉛の10-12）ので、宇宙線を除いては、原始核種として検出されないだろうと考えられている。

### 物理と原子
周期表上では、モスコビウムは第15族元素（プニクトゲン）であり、窒素、リン、ヒ素、アンチモン、ビスマスの下に位置する。他のププニクトゲンは全て価電子が5つであり、ns2np3という最外殻電子配置を取っており、モスコビウムの場合は7s27p3という配置であると予測され、より軽い同族元素とある程度似た性質を持つと予測される。違いは、主にスピン軌道相互作用から来ていると考えられる。これは、重い元素では軽い元素と比べて電子が遥かに速く、光速に匹敵する速度で動くため、超重元素で特に相互作用が強くなるためである。モスコビウムの場合、7sと7pの電子エネルギー準位を下げ（対応する電子より安定させ）るが、2つの7p電子エネルギー準位は他の4つよりも多く安定化される。7s電子の安定化は、不活性電子対効果と呼ばれ、7p小軌道がより安定化された状態とあまり安定化されていない状態に「引き裂く」効果は、subshell splittingと呼ばれる。
コンピュータ化学者は、
この分割を、7p小軌道の軌道角運動量の1から1/2（安定度高）
と3/2（安定度低）への変化と理解する。7p小軌道の分割を考慮して、モスコビウムの価電子配置は7s27p21/27p13/2と書かれることもある。これらの効果のため、モスコビウムの化学的性質は、他の第15族元素と違うものとなっている。
モスコビウムの価電子は、7sに2つ、7p1/2に2つ、3/2に1つと3つの小軌道に分かれる。前者2つは相対論効果で安定化し不活電子対として働くが、最後は相対論効果で不安定化し、化学結合に容易に参加する。従って、Tl+のように+1の酸化数を取りやすく、第1イオン化エネルギーは約5.58 eVと下に行くほど低くなるというニトロゲンの傾向と合致する。モスコビウムとニホニウムはどちらも準閉殻の外に1つの電子を持ち、金属状態の中を非局在化して金属結合の強さが同程度になるため、似たような融点と沸点を持つ（どちらも約400℃で融解し、1100℃で沸騰する）。さらに、予測されるイオン化ポテンシャル、イオン半径（Mc+:1.5Å、Mc3+:1.50Å）、Mc+の極性は、同族のBi3+よりもTl+と近い。原子量が大きいため密度の高い金属となり、その密度は、約13.5 g/cm3である。水素様モスコビウム原子の電子は非常に速く動くため、相対論効果のため、その質量は静止電子の1.82倍となる。一方、水素様ビスマス、水素様アンチモンの場合は、それぞれ1.25倍、1.077倍である。

### 化学
モスコビウムは7p系列の3番目の元素で、かつ第15族で最も重い元素である。7p系列の前2つと異なり、モスコビウムはより軽い同族元素のよいホモログとなると考えられる。この族では、どれも+5の酸化数を取るが、安定性は異なることが知られている。窒素の場合、+5の酸化数は、五酸化二窒素(N2O5)の存在を説明するが、小さな窒素原子が5つのリガンドを取りづらいため、窒素が5つの共有結合を持つことは滅多にない。+5の酸化数は、本質的に非相対論的な典型ニトロゲンであるリン、ヒ素、アンチモンをよく表している。しかし、ビスマスでは6s軌道が相対論効果で安定化される不活電子対効果が働き、6s電子が化学結合を形成しなくなるため、滅多に取らない。モスコビウムでは7s及び7p1/2電子に不活電子対効果が働き、不対7p3/2電子の結合エネルギーが7p1/2電子よりもかなり低くなる。窒素(I)とビスマス(I)は知られているが珍しい。モスコビウム(I)はいくつかのユニークな性質を示し、特にビスマス(I)よりもタリウム(I)に似た挙動を示すと考えられている。スピン軌道カップリングのため、フレロビウムは閉殻または希ガス様の性質を示す。モスコビウムの場合は価電子1つの性質を示すと考えられ、Mc+イオンはフレロビウムと同じ電子配置であるため、モスコビウムはアルカリ金属の性質をいくらか持つかもしれない。しかし、Mc3+イオンは、真の軽いホモログであるBi3+に似た振舞いを示す。7s電子は化学結合を形成できるまで安定化され、そのため酸化数+5の状態は取れず、3つの価電子しか持たない。モスコビウムはかなり反応性の高い金属であり、標準酸化還元電位は、Mc+/Mcに対して-1.5 Vである。
モスコビウムの水溶液の化学は、Mc+とMc3+イオンの性質に依る。前者は容易に加水分解し、ハロゲン化物、シアン化物、アンモニアとは容易に錯体を形成しない。モスコビウム(I)の水酸化物(McOH)、炭酸塩(Mc2CO3)、シュウ酸塩(Mc2C2O4)、フッ化物(McF)は水に可溶だが、硫化物(Mc2S)、塩化物(McCl)、臭化物(McBr)、ヨウ化物(McI)、チオシアン酸塩(McSCN)は少しだけ水に溶ける。そのため過剰な塩酸の追加は、塩化物の溶解度にあまり影響を与えない。Mc3+はBi3+のホモログであるが、Tl3+と同程度安定化しており、モスコビウムの化学の重要な一部である。モスコビウム(III)の三フッ化物(McF3+)と三硫化物(McS3+)はそれぞれのビスマス化合物と同様に水に不溶であるが、三塩化物(McCl3+)、三臭化物(McBr3+)、三ヨウ化物(McI3+)は可溶で容易に加水分解し、やはりビスマスと同様にMcOClやMcOBrのようなオキシハライドを形成する。モスコビウム(I)もモスコビウム(III)も共通の酸化数を取り、安定性は錯体を形成する相手と加水分解のされやすさに大きく依存する。
より軽いホモログのアンモニア、ホスフィン、アルシン、スチビン、ビスムチンと同様に、モスコビン(McH3)も三角錐形分子構造を持ち、Mc-H結合の長さは195.4 pm、H-Mc-H結合角は91.8°（ビスムチンの結合長は181.7 pm、結合角は91.9°、スチビンの結合長は172.3 pm、結合角は92.0°）であると予測される。ペンタゾール(N5-)のアナログとして、芳香族性を持つMc5-の五角形平面の存在も予測され、スピン軌道カップリング効果のため、Mc-Mc結合の長さは、外挿値の156-158 pmから329 pmまで引き伸ばされていると考えられている。

## 実験化学
モスコビウムの化学的性質の明確な決定はまだなされていない。2011年、アメリシウム243とプルトニウム244をターゲットとしてカルシウム48を衝突させ、ニホニウム、フレロビウム、モスコビウムの同位体を作成する実験が行われた。ターゲットには不純物として鉛とビスマスが含まれていたため、核交換反応でビスマスとポロニウムの同位体が生成した。これは予期しない事態であったが、ビスマスとポロニウムのそれぞれ重いホモログであるモスコビウムとリバモリウムの化学的性質を将来調べる際に有益な情報を与えてくれた。生成したビスマス213とポロニウム212mは、850℃の温度でタンタルによって支持された水晶羊毛フィルターを通って、水素化物213BiH3及び212mPoH2として運ばれ、驚いたことに熱安定性を示した。しかし、より重いホモログのMc3やLv2は、周期表上のpブロックの傾向から、ここまでの熱安定性はないと予測されている。化学実験が行われる前には、BiH3、PoH2、McH3やLvH2について、安定性や電子構造についてのさらなる計算が必要である。純粋なモスコビウムとリバモリウムは、将来化学実験を行うのに十分な揮発性を持つと考えられる。モスコビウムの同位体288Mc、289Mc、290Mcは、その半減期の短さのため難しいものの、従来の方法で化学的な研究がされている。モスコビウムは、化学実験が可能なほど長い半減期を持つ同位体が知られる最も重い元素である。